# Campanha de verão em Alepo (2016)
A campanha de verão de Aleppo de 2016 começou com uma operação militar lançada na zona norte de Alepo no final de junho de 2016, pelo Exército Árabe Sírio (EAS). O objectivo da ofensiva era cortar a última linha de abastecimento rebelde para a cidade de Alepo.
No final de julho, o EAS conseguiu cortar a última linha de abastecimento rebelde vindo do norte e cercar completamente Alepo. No entanto, em poucos dias, os rebeldes lançaram um contra-ataque em larga escala a sul de Aleppo, na tentativa de abrir uma nova linha de abastecimento para as zonas rebeldes da cidade e cortar o lado do governo. Toda a campanha, incluindo a ofensiva do Exército e subsequente contra-ofensiva rebelde, foi vista pelos dois lados como possivelmente decidindo o destino de toda a guerra.
A batalha também foi notável pela grande perda dos principais comandantes rebeldes, com cerca de três dúzias mortas.
No início de setembro, as tropas governamentais cimentaram o cerco da parte rebelde da cidade.

## A campanha

### O Exército Sírio avança e cerca a zona rebelde de Alepo
A ofensiva começou em 25 de junho, com fortes ataques aéreos russos e bombardeamentos terrestres. Em 26 de junho, o EAS fez avanços nas fazendas de Mallah, e até 28 de junho, tinham capturado metade das fazendas, incluindo as áreas de Al-Asamat e Arab Salum. Os avanços trouxeram a estrada de Castello dentro do campo de tiro da artilharia militar.
Após a meia-noite de 7 de julho, enquanto ocorriam fortes ataques aéreos, as forças pró-governo capturaram a parte sul de Mallah e chegaram a um quilómetro da estrada de Castello. As forças capturaram o complexo de uma mesquita e uma colina com vista para a estrada de Castello, permitindo assim que a estrada ficasse sob controlo de fogo de artilharia. Isso efectivamente cortou a única rota de fornecimento para a parte de Alepo, ocupada pelos rebeldes.
Vários dias depois, o Exército Sírio avançou nos distritos de Al-Layramoun, al-Khalidiyah e Bani Zeid. Durante esse tempo, as tropas governamentais capturaram a fábrica de gás Sadkop.
Na noite de 13 de julho, o Exército Sírio capturou todo o distrito de al-Khalidiyah e a maior parte da área industrial de Al-Layramoun, depois de capturar os últimos vários edifícios rebeldes em al-Khalidiyah, bem como a fábrica de gás de al-Layramoun, o mercado e fábrica de vidro.
Em 17 de julho, o Exército Sírio e o Hezbollah chegaram à estrada de Castello, capturando parte dela e cortando-a completamente depois de assumir o controle da colina de Castello. Com este avanço, a parte da cidade de Alepo, ocupada pelos rebeldes, ficou totalmente cercada e a rotunda de al-Layramoun estava sob controlo de fogo de artilharia. Enquanto isso, o Exército Sírio fez mais avanços nas áreas Bani Zeid e al-Layramoun, capturando a maioria das fábricas.
Entre 23 e 25 de julho, o Exército Sírio expandiu o seu controlo na área industrial de Al-Layramoun, capturando a Fábrica de Têxteis, uma dúzia de edifícios industriais e dois centros comerciais. No final de 25 de julho, as Forças Tigre capturaram dois pontos nos arredores do Complexo do Castello, ameaçando cercar os rebeldes que estavam em Bani Zeid e al-Layramoun.
Em 26 de julho, as forças do governo capturaram todo o distrito de Al-Layramoun, depois de fortes combates pelo último reduto rebelde, a estação de autocarros. Depois de capturar o Parque de diversões de Al-Castillo e impor o controlo de fogo sobre Bani Zeid, as forças rebeldes na cidade de Alepo ficaram quase completamente cercadas.
Em 27 de julho, as forças rebeldes atacaram as áreas curdas de Alepo, embora o seu ataque tenha sido repelido. Os curdos procederam então a avançar sobre o bairro  de Bani Zeid Youth Housing e capturaram todo o complexo. Mais tarde naquele dia, o Exército Sírio declarou oficialmente que cortou todas as rotas de abastecimento para os rebeldes em Alepo. Em 28 de julho, o EAS capturaram o distrito de Bani Zeid, bem como as partes controladas pelos rebeldes do distrito de Ashrafiyah. Os rebeldes retiraram-se de Bani Zeid antes do assalto principal do Exército Sírio para evitar grandes perdas. O Exército Sírio continuou a avançar na cidade, atacando a área de Dahret Abdrubbah.
Em 30 de julho, as forças curdas do YPG capturaram a área de Shuqayyif Youth Housing, ao lado da estrada de Castello.

### Contra-ataque rebelde e ambos os lados cercados
Em 31 de julho, o Exército da Conquista lançou uma contra-ofensiva a sul e a norte de Alepo na tentativa de levantar o cerco nas áreas rebeldes da cidade. O combate feroz foi relatado na estrada de Castello, enquanto os rebeldes conseguiram capturar a escola Al-Hikma e duas colinas a sul dos arredores de Aleppo, que constituía uma linha avançada de defesa do Exército Sírio.  O contra-ataque rebelde em grande escala incluiu 8.000-10.000 combatentes, 95 tanques, centenas de foguetes e um grande número de bombistas suicidas. À noite, os rebeldes também tomaram o controlo da aldeia de Al-'Amariyah e chegaram  próximo de Projecto de Habitação 1070 Al-Hamadaniyah, onde os combates continuaram. Durante a noite, o Projecto de Habitação 1070 Al-Hamadaniyah também foi capturado pelos rebeldes.
No dia seguinte, os rebeldes mais uma vez avançaram e assumiram o controlo da aldeia de Mushrifah (também conhecida como Sharfa), que está situada em uma colina que tem vista para a Academia Militar Al-Assad.
Ao longo dos próximos dias, duros e intensos combates foram travadas para obter o controlo do bairro Projecto de Habitação 1070, a aldeia de Huwayz, Al-'Amariyah e várias colinas.
Em 5 de agosto, começou um ataque rebelde na Academia Militar e, no dia seguinte, os rebeldes assumiram o controlo de mais de metade da Academia Militar. Pouco depois de seus avanços na Academia Militar, os rebeldes, tanto dentro como fora de Alepo, avançaram sobre o bairro de Ramouseh, e, rapidamente, capturaram-no. Com este avanço, os rebeldes conseguiram cortar a linha de abastecimento do governo na parte governamental de Alepo ocidental e anunciaram que o cerco do Exército Sírio sobre o leste de Alepo, controlado pelos rebeldes, estava quebrado. No entanto, a nova linha de abastecimento rebelde ainda estava sob o fogo da artilharia do Exército Sírio e foi atingida por ataques aéreos, e tornando ambos os lados cercados. Desde que a ofensiva rebelde começou, pelo menos 130 civis foram mortos, a maioria pelos bombardeamentos rebeldes de distritos governamentais. 500 combatentes de ambos os lados também morreram, principalmente rebeldes. No final do dia, os rebeldes controlavam toda a base da Academia Militar e o distrito de Ramouseh.

### Exército Sírio ataca e, novamente, cerca os rebeldes
Em 7 de agosto, os combates continuavam no distrito de Ramouseh, onde foi confirmado que o Exército Sírio ainda estava no controlo de partes da área. O governo, apoiado pela Rússia, lançou uma intensa campanha de ataques aéreos, no qual uma das escolas militares capturadas pelos rebeldes foi completamente destruída. Enquanto isso, os rebeldes estavam colocando uma defesa "maciça" para proteger o novo corredor. No dia seguinte, o distrito de Ramouseh foi confirmado como estando completamente sob controlo rebelde, enquanto o Exército Sírio recuperou a colina de al-Sanobrat.
Em 11 de agosto, os rebeldes atacaram a rota de abastecimento do governo para Alepo entre Khanasir e Ithriya, capturando Mahmyat Al-Ghazal. No entanto, o Exército Sírio recuperou a aldeia no dia seguinte.
Entre 11 e 17 de agosto, o Exército Sírio lançou vários contra-ataques, principalmente contra o Projecto de Habitação 1070. Durante os combates no dia 11 de agosto, 29 soldados do governo e até 20 combatentes rebeldes foram mortos. Até 17 de agosto, as forças governamentais recuperaram cerca de 70% do distrito.
Em 17 de agosto, depois de capturar a maior parte do Projecto de Habitação 1070 Al-Hamdaniyah, as forças governamentais também invadiram a Base Técnica da Força Aérea. O ex-comandante da base Brigadeiro General Deeb Bazi foi morto enquanto liderava o assalto. Os duros combates na Academia continuaram no início de setembro, quando, em 4 de setembro, as forças pró-governo finalmente derrotaram os defensores rebeldes e capturaram todo o complexo. Assim, as tropas governamentais restabeleceram o cerco das áreas rebeldes de Alepo.
Também durante esse período, em 21 de agosto, as forças do governo capturaram a colina de Umm Qara que tem vista para a estrada de Khan Touman-Ramouseh, perto de Al-Qarassi, bem como a colina da SíriaTel. Vários contra-ataques rebeldes na tentativa de recuperar a colina de Umm Qara foram eventualmente repelidos.
Em 5 de setembro, as linhas de frente rebeldes no sul de Aleppo entraram em colapso, com as forças pró-governo capturando três aldeias, três colinas, duas fábricas, duas instalações de armazenamento, uma Base de Defesa Aérea e uma pedreira.
Entre os dias 6 e 8 de setembro, o Exército Sírio capturou todo o distrito de Ramouseh e, assim reabriu a estrada de Ramouseh que permitiu abastecer a zona governamental a oeste da cidade de Alepo, no dia 9 de setembro.
De 10 a 11 de setembro, o Exército Sírio e seus aliados continuaram a avançar no Projectom de Habitação 1070 Al-Hamdaniyah e no distrito Al-'Amariyah. O EAS também continuou a atacar a Escola Hikmah.
Em 11 de setembro, ataques aéreos interromperam as celebrações de Eid al-Adha nas áreas de Alepo e Idlib. Entretanto, oficiais dos EUA e da Rússia negociaram um cessar-fogo, que iria vigorar no dia seguinte.

## Após a ofensiva - Cessar-fogo e novo assalto do EAS sobre o leste de Alepo
Após a implementação do cessar-fogo em meados de setembro, o Exército Sírio retirou as suas forças da estrada de Castello para permitir a ajuda humanitária da ONU entrasse nas partes orientais da cidade. No entanto, grupos rebeldes fora da cidade não permitiram que os apoios humanitários entrassem em Alepo oriental. Mais tarde, os fuzileiros russos e o pessoal do Crescente Vermelho sírio que controlavam a estrada de Castello foram atacados por grupos rebeldes, e após tal ataque, o EAS transferiu novamente seus soldados para a zona.
Em 16 de setembro, a Força Aérea russa realizou inúmeros ataques aéreos em torno de Alepo pela primeira vez desde que o cessar-fogo tinha entrado em vigor, quatro dias antes. Em 19 de setembro, um comboio de ajuda das Nações Unidas e do Crescente Vermelho Árabe Sírio, composto por mais de 18 camiões, teria sido atingido por mísseisenquanto se dirigiam para Alepo oriental vindos da cidade de Urum al-Kubra, matando 12 pessoas e ferindo gravemente várias. Ao mesmo tempo, a Rússia e a Síria reiniciaram bombardeamentos pesados contra rebeldes na cidade.
No início de 21 de setembro, o Exército Sírio tomou a maior parte do monte Hikma, ficando à beira de recuperar a escola de Al-Hikma e o Projecto de Habitação 1070. No entanto, no final do dia, os rebeldes retomaram as posições que perderam na colina. Ainda assim, o EAS conseguiu capturar áreas do distrito de Ramouseh que tinham eram dos rebeldes desde do final de 2012. Enquanto isso, o SOHR afirmou que 3.000 soldados russos chegaram a Alepo para apoiar novas ofensivas governamentais na área.
Em 22 de setembro, o Exército Sírio lançou uma nova ofensiva sobre os bairros orientais rebeldes. As forças governamentais também fizeram progressos adicionais no sul de Alepo, capturando alguns pontos.
Uma nova tentativa rebelde de quebrar o cerco começou a partir de finais de outubro de 2016, falhou após duas semanas de combatese, consequentemente, todos os pontos rebeldes em Aleppo Oriental foram invadidos por forças pró-governamentais e curdas até 13 de dezembro de 2016.